# Összeomlás (Lost)
2005. november 23-án mutatták be először az ABC műsorán a sorozat harminckettedik részeként. Az epizódot Javier Grillo-Marxuach és Leonard Dick írta és Stephen Williams rendezte. Középpontjában Ana Lucía Cortez áll.

## Ismertető
|  | Alább a cselekmény részletei következnek! |

### Visszaemlékezések
Ana Lucía visszatért a Los Angeles-i rendőrségnél végzett munkájához, miután beszélt pszichiáterével, és bevallása szerint felépült egy rajtaütés közben megtörtént meglövése okozta lelki traumából. Irodai munkát kapott, de elérte kapitányánál, aki egyben az édesanyja is volt, hogy folytathassa az utcai járőrözést. Munkavégzés közben hallott egy tájékoztatást egy erőszakos cselekményről, és társával együtt a helyszínre sietett, ahol a nő túlságosan komolyan vette az esetet, és feleslegesen fegyvert fogott egy férfira, aki feleségével veszekedett. 
A kapitányságra visszatérve a társa közölte Ana Lucíával, hogy panaszt nyújt be ellene. Ekkor azonban a kapitány irodájába hívták, ahol anyja közölte vele, elfogták azt a személyt, aki rálőtt. A férfi neve Jason McCormack, sok egyéb bűncselekménnyel gyanúsították, csak arra lett volna szükség, hogy Ana azonosítsa, de Ana Lucía azt állította, nem McCormack volt a tettes. Anyja nem hitt neki, a nő viszont ragaszkodott állításához, így a férfit elengedték.
Később Ana Lucía követte Jasont, aki beült egy bárba. Egészen az éjszaka végéig várt, majd a szórakozóhelyet elhagyva a férfit egy sötét parkolóban a keresztnevén szólította, majd lelőtte. Odasétált a haldoklóhoz, és azt mondta: „Babát vártam.” Ezután még hatszor lőtt bele, aztán elhagyta a helyszínt.

### A szigeten
Miután Ana Lucía lelőtte Shannont, Sayid elő akarta venni fegyverét. Mr. Eko azonban megállította, és összeverekedett az arabbal, aminek következményeként Sayid ki lett ütve. Ana ráparancsolt Ekóra, hogy kötözze meg, és használjon kötelet Sawyer hordágyából. Michael és Libby azonban azt állították, Sawyer meghal, ha nem kap segítséget, Eko pedig egyetértett velük. Ana azonban fegyverrel kényszerítette a nőt, hogy teljesítse parancsát.
Mikor Sayid felébredt, Eko a hátára vette Sawyert, és elindult megkeresni a többi túlélőt. Michael vizet adott az irakinak, aki megkérdezte a másikat Ana Lucíáról és Waltról. Michael elárulta, hogy Ana az egyik túlélő a 815-ös járat farokrészéből, Waltot pedig elrabolták a Többiek. Sayid erősen és idegesen reagál a fiúról szóló hírre, ugyanis emlékszik, hogy nem hitt Shannonnak, mikor a nő azt állította, hogy látta Waltot, mert a férfi azt hitte, a gyerek már rég az óceán közepén van.
A csoport maradéka konfrontálódott Ana Lucíával, mikor a tervéről kérdezték. A nő azt követelte Michaeltől, hogy hozzon a táborból lőszert és egy nagy csomagot ruhákkal, mivel egyedül akart élni a dzsungelben, ugyanis meg volt róla győződve, hogy Sayid és a többi túlélő sohasem bocsátja meg neki Shannon halálát. A férfi el is indult.
Miközben golfoztak, Jack és Kate találkozott a Sawyert cipelő Ekóval. Elvitték Sawyert a Hattyú állomásra kezelni, félbeszakítva ezzel Locke-ot egy keresztrejtvény fejtésében. John megállította őket, hogy megkérdezze, mi történt, ám a doktor emlékeztetette: a számláló le fog pörögni. Jack egy pirulát próbált a félájult férfi szájába nyomni, ám az nem nyelte le. Kate felemelte a fejét, és halkan a fülébe suttogott, mire Sawyer bevette a gyógyszert. Jack erre azt mondta: „Ezt a fülbe suttogós módszert nem tanították az egyetemen.” Eko a bunkert körbejárva észrevette az egyik ajtón a Hattyú DHARMA-logóját, és valószínűleg felfedezte a hasonlóságot ezen jelzés és a sziget másik felén az ő csoportja által megtalált Nyíl állomás logója között. A teli fegyverszekrényt is meglátta, és arckifejezése nyugtalanságot tükrözött. Locke találkozott Ekóval, és néhány másodpercig nagyon furcsán meredtek egymásra. Eko elmondta a másiknak, hogy egy magas, szőke lányt meglőttek, és meghalt. Locke azonosította őt mint Shannon, fájdalommal az arcán. Arra a kérdésre, hogy Eko el tudná-e vezetni a helyszínre, az a fegyverállványra pillantva azt felelte:  „Nem.”
Miután tudomást szerzett róla, hogy Shannon meghalt, és Sayidot fegyverrel tartják sakkban, Jack ideges lett. Azt követelte Ekótól, hogy vezesse őt oda, de az csak csendben ült, és azt állította: „Bármit is mondanék, maga csak dühösebb lenne.” Michael, miután Sun elirányította a bunkerbe, elmondta az orvosnak, mi történt. Jack megragadott egy puskát, adott egy másikat Michaelnek, és már indult volna, mikor Eko kiáltása megállította: „Állj!” Ezután megkérdezte a doktortól, mit keres: „Békét? Bosszút? Igazságot? És egy fegyvertárral indulnak?” Jack erre azt válaszolta, minden embert biztonságban akar tudni. Eko azt mondta: „Ana Lucía hibázott.” Ez a mondat nyilvánvalóan meglepte az orvost, hiszen ő ismerte a lányt a repülőtérről. Eko beleegyezett, hogy elvezeti Jacket Sayidékhoz, de csak őt és fegyver nélkül.
Ana Lucia megkezdte Sayid kifaggatását azzal a furcsa kérdéssel, hogy van-e a férfinak gyereke. Miután az azt válaszolta, hogy nincs, megkérdezte a nőtől, neki van-e. Ana Lucía félszegen azt felelte, nincs. Sayid arra volt kíváncsi, a nő meg fogja-e ölni. Az iraki elmondta neki, hogy 40 nappal azelőtt ugyanúgy megkínzott egy embert, mint már előtte sok másikat, akiknek a hangját „még mindig hallja éjszaka”. A sok lelki szenvedéstől összetörve Sayid azt mondta, talán meg kell halnia, mert így rendeltetett. Válaszul Ana elmondta a saját történetét: hogy csak egy pukkanásra emlékezett, mikor lelőtték, és földre zuhanása után azt hitte, meghalt. Elárulta, most is így érzi.
Sayid megkérdezte, mi történt azzal, aki lelőtte. Ana Lucía ekkor visszaemlékezett azokra a pillanatokra, mikor megölte Jasont. Hosszú szünet után azt válaszolta: „Semmi. Soha nem kapták el.”
Ana Lucía felvette Mr. Eko machete pengéjét, kiszabadította Sayidot, és a férfi elé lökte a fegyvereket. Azt mondta neki: „Rajta, vedd fel, megérdemeltem.” Sayid ezt visszautasította, mondván, mi értelme lenne megölnie, ha már úgyis mindketten halottak, és elsétált. 
Eközben a farokrész túlélői és Jin odaértek a parti táborhoz, ahol Bernard és Rose, csakúgy, mint Jin és Sun, végre ismét találkoztak.
A dzsungelben Sayid karjaiba vette Shannon holttestét, és elindult vele a partra. Eko elvezette Jacket Ana Lucíához, és ők ketten hosszú ideig meredtek egymásra.  
|  | Itt a vége a cselekmény részletezésének! |